# Sal bàsica
Les sals bàsiques o sals alcalines són sals que són el producte de la neutralització d'una base forta per un àcid feble.
En lloc de ser neutres (com d'altres sals) les sals alcalines són bases com el seu nom suggereix. El que fa aquests compostos químics bàsics és que la base conjugada de l'àcid feble s'hidrolitza per formar una solució bàsica. Per exemple, en el carbonat de sodi el carbonat provinent de l'àcid carbònic s'hidrolitza per formar una solució bàsica. El clorur de l'acid hidroclòric en el clorur de sodi no s'hidrolitza, perquè el clorur de sodi no és bàsic.
La diferència entre una sal bàsica i un àlcali és que un àlcali és el compost hidròxid solulbe d'un metall alcalí o un metall alcalinoterri. Una sal bàsica és qualsevol sal que s'hidrolitza per formar una solució bàsica. Els compostos hidròxids no són sals.
Una altra definició de sal bàsica podria ser aquella sal que contingués quantitats tant d'hidròxids com d'altres anions. El plom blanc n'és un exemple. És carbonat de plom bàsic o hidròxid de carbonat de plom.
Aquests tipus de sals són insolubles i s'obtenen mitjançant reacció de precipitació.

## Exemples
- Carbonat de calci
- Carbonat de sodi
- Acetat de sodi
- Cianur de potassi
- Sulfur de sodi

## Sals alcalines
Les sals alcalines, en anglès:Alkaline salts, sovint es citen com els components principals dels detergents de pols alcalines.
Aquestes sals poden incloure:
- alkali metasilicates
- alkali metal hydroxides
- Carbonat de sodi

Exemples d'altres sals fortament alcalines inclouen:
- Percarbonat de sodi
- Persilicat de sodi (?)
- Disulfit de potassi